# Une soeur (film 2018)
Une soeur è un cortometraggio del 2018 diretto da Delphine Girard. 

## Trama
Una notte. Una macchina. Alie è in pericolo. Per cavarsela, deve fare la telefonata più importante della sua vita.

## Riconoscimenti
- 2018 - Festival International du Film Francophone de Namur[1]
  - Vincitore del Miglior cortometraggio
  - Vincitore del Premio del pubblico
  - Vincitore del Premio BeTV
  - Vincitore del Premio dell'Università di Namur
- 2019 - Premio Magritte [2]
  - Candidato per il Miglior cortometraggio
- 2019 - Saguenay International Short Film Festival[3][4]
  - Vincitore del Premio della giuria
- 2019 - Palm Springs International Film Festival[5]
  - Candidato per il Miglior cortometraggio
- 2019 - Rhode Island International Film Festival[6]
  - Vincitore del Miglior cortometraggio
- 2019 - Encounters Short Film and Animation Festival[7]
  - Candidatura per il Concorso internazionale
- 2019 - Brussels Short Film Festival[8]
  - Candidatura per il Miglior cortometraggio
- 2020 - Oscar[9][10]
  - Candidatura per il Miglior cortometraggio